# منتخب مصر لكرة السلة 3x3
منتخب مصر لكرة السلة 3x3 هو منتخب مصر الوطني في رياضة كرة السلة 3×3، يدار من قبل الاتحاد المصري لكرة السلة.

## المشاركات الدولية

### كأس العالم
| العام | Pos      | Pld      | فوز      | خسارة    |
| ----- | -------- | -------- | -------- | -------- |
| 2012  | 14       | 6        | 3        | 3        |
| 2014  | لم يتأهل | لم يتأهل | لم يتأهل | لم يتأهل |
| 2016  | 16       | 4        | 1        | 3        |
| 2017  | 18       | 4        | 0        | 4        |